# Arborophila campbelli
Arborophila campbelli е вид птица от семейство Phasianidae.

## Разпространение
Видът е разпространен в Малайзия.